# Wayne Frye
Wayne Frye (Manchester, 30 novembre 1930 – Lexington, 26 febbraio 2014) è stato un canottiere statunitense.

## Palmarès

### Olimpiadi
- 1 medaglia:
  - 1 oro (Helsinki 1952 nell'otto)